# 市來站
市來站（日语：／ Ichiki eki */?）是位於鹿兒島縣市來串木野市大里，九州旅客鐵道（JR九州）的鹿兒島本線車站。車站是位於前・市來町中心。

## 歷史
- 1913年（大正2年）12月25日 - 鐵道院車站啟用，當時名為西市來站。
- 1927年（昭和2年）10月17日 - 湯浦站至水俁站之間開業，八代站至鹿兒島站之間編入至鹿兒島本線。
- 1930年（昭和5年）11月3日 - 車站改名為市來站[1]。
- 1987年（昭和62年）4月1日 - 伴隨國鐵分割民營化，車站由九州旅客鐵道（JR九州）營運。
- 2004年（平成16年）
  - 4月1日 - 隈之城站、湯之元站、東市來站均成為無人車站。
  - 12月 - 車站成為簡易委託車站，由當時的市來町（日语：市来町）負責售票業務。
- 2005年（平成17年）10月1日 - 此站的尾班車，從鹿兒島中央站出發前往川內站的快速列車由臨時停車站變為通常停車站。
- 2007年（平成19年）3月18日 - 另外，從鹿兒島中央出發的尾班快速列車廢止，在區間內所有列車均改為普通列車（各站停車）。
- 2012年（平成24年）12月1日 - 此站可以使用IC卡「SUGOCA」[2]。

## 車站構造

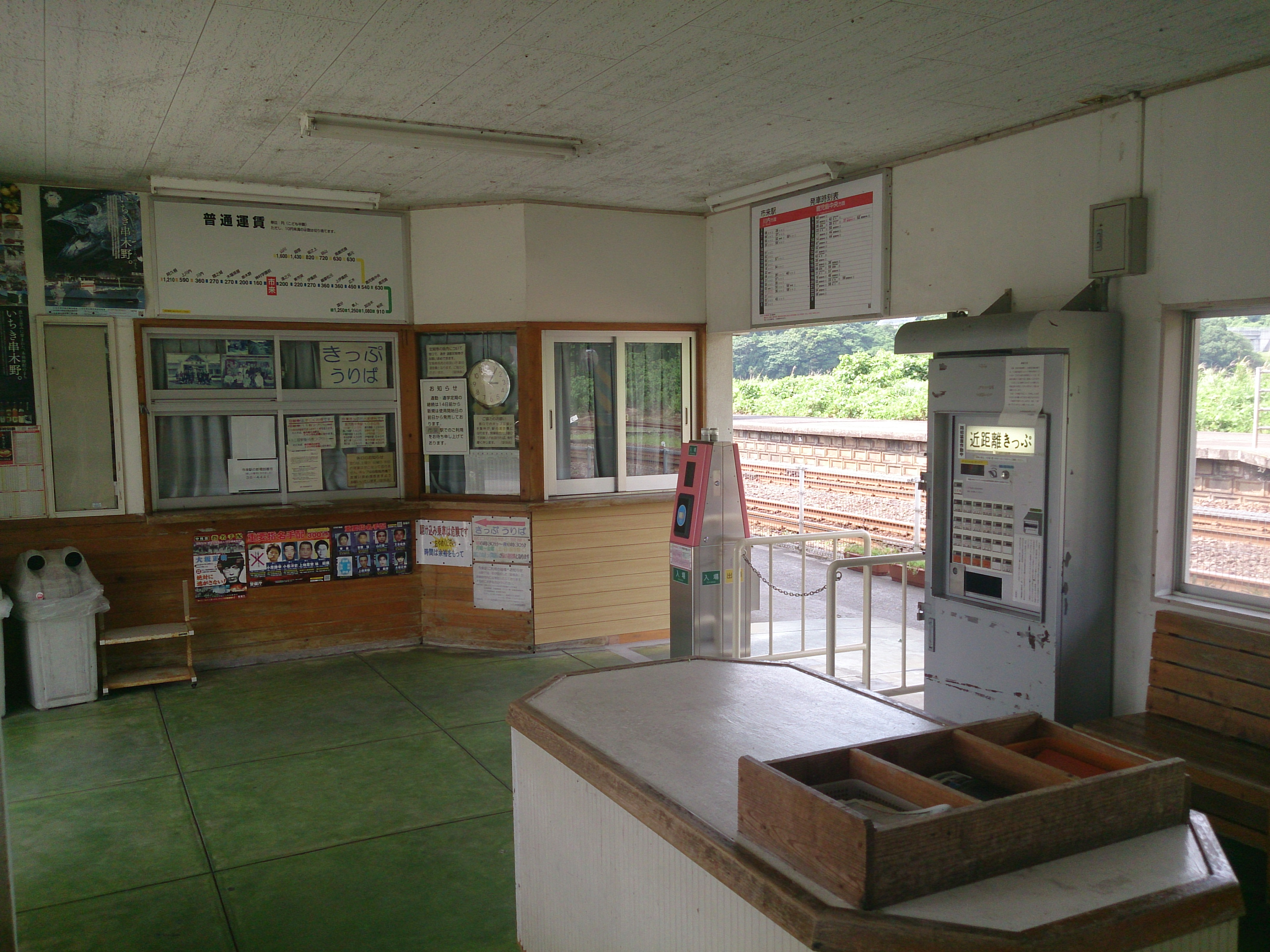
車站大樓內。在早上和黃昏後櫃臺暫停營業。

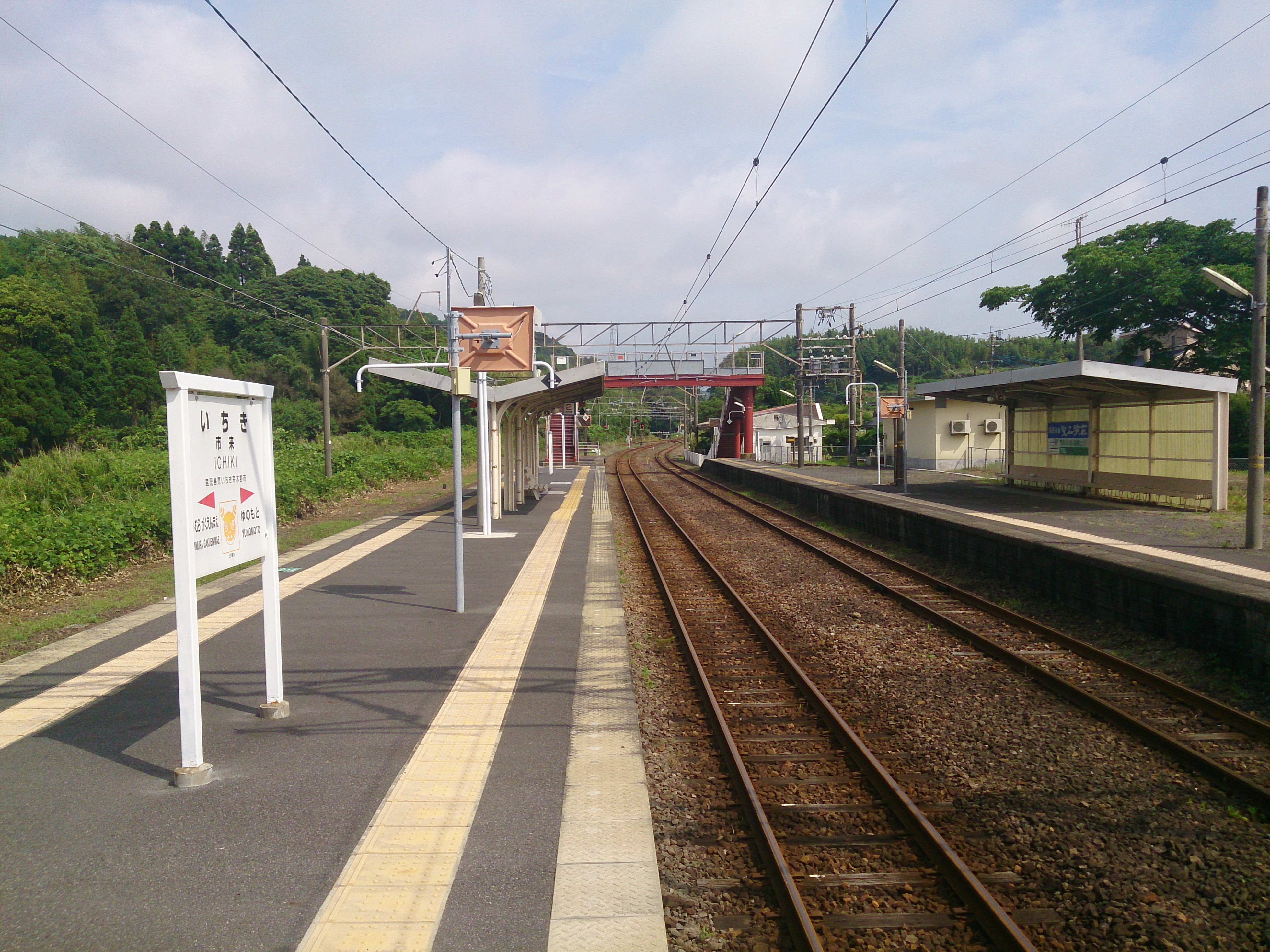
月台（鹿兒島中央站方向）

車站是一座地面車站，設有1面1線的單式月台和1面2線的島式月台，合共設有2面3線的混合式月台。在各月台之間設有站內平交道。
此站是由串木野市管理的簡易委託車站。車站內沒有MARS系統與POS終端機，只有發售軟身紙張車票。
此站可以使用「SUGOCA」IC卡，以及可以與SUGOCA互相使用的交通系IC卡。車站設有簡易SUGOCA閘機。車站不可增值和購買SUGOCA卡。
車站設有簡單自動售票機（不可使用IC卡），在櫃臺營業時間中，需要前往櫃臺中購買。

### 月台
| 月台 | 路線        | 上下行 | 方向                   |
| ---- | ----------- | ------ | ---------------------- |
| 1    | ■鹿兒島本線 | 上行   | 串木野、川內方向       |
| 1    | ■鹿兒島本線 | 下行   | 伊集院、鹿兒島中央方向 |
| 2    | ■鹿兒島本線 | 上行   | 串木野、川內方向       |
| 3    | ■鹿兒島本線 | 下行   | 伊集院、鹿兒島中央方向 |

除了部分列車外，為了避免跨越站內平交道，兩方向的列車會優先使用1號月台。

## 使用狀況
在2018年度，1日平均乘車人次為352人。
以下是近年1日平均使用人次：
| 年度 | 1日平均 乘車人次 | 1日平均 上下車人次 |
| ---- | ---------------- | ------------------ |
| 2004 | 601              |                    |
| 2005 | 572              |                    |
| 2006 | 558              |                    |
| 2007 | 542              |                    |
| 2008 | 523              |                    |
| 2009 | 506              |                    |
| 2010 | 444              | 899                |
| 2011 | 444              | 896                |
| 2012 | 448              | 901                |
| 2013 | 439              | 883                |
| 2014 | 394              | 794                |
| 2015 | 379              | 764                |
| 2016 | 338              | 682                |
| 2017 | 337              |                    |
| 2018 | 352              |                    |

## 車站周邊
- 市來串木野市政廳 市來分所（前・市來町公所）
- 市來郵局
- 鹿兒島縣立市來農藝高等學校（日语：鹿児島県立市来農芸高等学校）
- 市來串木野市立市來中學（日语：いちき串木野市立市来中学校）
- 市來串木野市立市來小學
- 鹿兒島縣道307號市來停車場線（日语：鹿児島県道307号市来停車場線） - 連接站前與國道3號，全長約700米。
- 市來串木野活潑巴士（日语：いきいきバス (いちき串木野市)）木原墓地線「市來站」巴士站
- 在一般巴士路線中，於國道3號上設有「市來農藝高校前」「市來中前」巴士站（鹿兒島交通（日语：鹿児島交通），鹿兒島站、串木野、川內站方向）

## 相鄰車站
九州旅客鐵道
■鹿兒島本線
神村學園前－市來－湯之元

## 注腳
1. ↑  鹿兒島本線西市來停車場改稱（昭和5年10月28日鐵道省告示第291號， 原文）
2. ↑  . 交通新聞 (交通新聞社). 2012-12-04: 1.
3. ↑   (PDF). 九州旅客鐵道.   [2019-07-30]. （原始内容存档 (PDF)于2019-12-06）.
4. ↑  統計市來串木野

## 外部連結
- 市來（車站資訊） - 九州旅客鐵道